# 謝振中
謝振中（英語：John Tse Chun-chung，1975年—），香港前警務人員，現任新聞統籌專員，曾任警務處總警司、保安局首席助理秘書長以及行政長官辦公室傳訊秘書。
謝振中曾任香港警務處警察公共關係科總警司，因2019年反修例運動期間主持警方例行記者會而為大眾所知，反對者認為他的主要角色是為自6月以來警隊備受爭議的行為護航。

## 經歷
謝振中於1999年在香港科技大學財務學工商管理學學士畢業後曾短暫於大眾銀行任職，及後在同年加入警隊。他曾派駐商業罪案調查科財富調查組，其中參與「泰興光學」案調查工作；其後，借調至財經事務及庫務局，專責有關「洗黑錢」條例。後來在2012年11月9日擢升為警司；2016年10月18日晉升為高級警司；2018年7月4日獲擢升為總警司。
2015年5月，謝振中開始駐守警察公共關係科，其時警察公共關係科的掌舵人是總警司許鎮德，接着的上級換了總警司區展秋，之後是總警司霍樂生。謝振中在警察公共關係科任內推動警政創新，包括開拓警隊社交媒體 facebook及 Instagram、協助成立「警察傳媒聯絡隊」（Force Media Liaison Cadre (FMLC)）在突發事件及公眾集會現場協助傳媒工作。2018年3月22日執掌警察公共關係科，同年7月4日獲擢升為總警司（相當於首長級D1薪級）。
2019年11月22日，調離警察公共關係科，由原駐守人事部的總警司郭嘉銓接任。
2020年2月和警務處長鄧炳強、總警司郭嘉銓及退休警司朱經緯出席明星足球隊飯局。
2020年2月17日調任葵青區指揮官。
2022年2月，謝振中借調至保安局抗疫特遣隊，負責對外解說工作，擔任保安局首席助理秘書長（首長級薪級表第2點）。
2022年7月，借調至行政長官辦公室擔任傳訊秘書（首長級薪級表第2點）。
2024年6月1日，出任行政長官辦公室新聞統籌專員。（首長級薪級表第4點）。

### 2019年警方例行記者會
2019年香港爆發反修例運動，謝振中在7月後多次參與每逢星期一至五警方例行舉辦記者會，解答多個爭議性事件。
- 2019年7月22日：721元朗襲擊事件後，警察公共關係科總警司謝振中認同兩名警員在無保護裝備下等候增援是合適做法，因為警員雖然有配槍，但昨晚人多密集，用槍可能會構成更大危險。此外，他指警員未能確認元朗南邊圍內的白衣人就是西鐵站施襲的人，無作出拘捕是可以理解。[15]
- 2019年8月8日：謝振中表示，留意到昨日尖沙咀集會人士使用的裝置，是普通的「鐳射筆」，和從方仲賢身上撿獲的「鐳射槍」不同，看不到有集會有可疑的地方要即時跟進。[16]
- 2019年8月15日：謝振中提到，警方在警告無效後使用催淚煙。[17]
- 2019年8月26日：謝振中表示，在危急情況下有人在前面突然出現，同事是視為該人作為其中一個威脅點，因為其實不會知道該人用意是想做甚麼。他用了身體的自然反應，用腳嘗試「推開」當刻的一個危險位置。 [18]
- 2019年9月2日：在場記者多次追問警方同年8月31日太子站事件港鐵列車上，被警方打傷的市民當中有多少是被捕示威者，謝振中表示：「我諗我要答嘅，係要向市民交代當刻嘅情況，就唔係你啱啱好specific嘅問題。（我想我要回答的，是要向市民交代當刻的情況，而不是你剛才問的這麼仔細的問題。）」。[19]當在記者會中被問及謝振中是否公器私用安排便衣警察送兒子上學，警方代表充耳不聞離席。[20]
- 2019年11月4日：對於警方進入商場及屋苑執行任務，謝振中在網上直播記者會上指「香港沒有一個地方『無王管』。任何人犯法，警方就會執法。商場和屋苑不是罪犯的避風塘，警察有權進入執法。」，又反問「為何蒙面暴徒進入商場破壞的時候，你們不罵？警察進入商場制止暴徒繼續破壞其他的商店，就要追着罵？」。他指出警察第一時間進入商場，是要阻止更多商舖被破壞。對於示威者破壞新華社香港分社，他反問「到底是誰在破壞新聞自由？」。他形容「這幾個月來，香港窮得只剩下暴力」。他亦引用納粹名句，警醒世人不要對惡行沉默。[21]

2019年10月8日，謝振中沒有出席警方記者會。2019年10月9日，《蘋果日報》報導謝振中申請移民美國被拒，並休假兩星期。
2019年11月4日下午舉行的警方記者會上，有多個記者頭戴寫有「查警暴止警謊」的頭盔，以表達有警員針對前線記者的不滿，警方要求他們離場不果，記者會最後取消，改為網上直播。警方事後去信這些記者所屬的傳媒機構，信由謝振中代行，信中指出記者會非進行示威抗議的地方，而且抗議行為影響其他專業記者採訪和剝削公眾接受警方資訊的機會，對此感遺憾。香港記者協會就對警方處理手法表遺憾，憂慮當局有意散播白色恐怖和對記者秋後算帳。
在2020年度授勳及嘉獎名單中，他因執行與社會事件相關工作的出色表現而獲頒發行政長官公共服務獎狀。

## 其他
2019年9月，有網民翻看資料，發現謝振中曾與藝人譚小環及丈夫蔡強榮（Eric，渣哥）在他們經營的食店「渣哥一九九六」門外合照，照片拍於2017年旺角分店開幕時。後來在2019年發生反修例風波，蔡強榮直認相中人謝振中曾是他一位好友，但自2019年6月開始已沒有聯絡，原因可能是「身分不同，立場不同，各走各路」。

### 夫妻申請移民美國
2019年10月3日，謝振中的妻子被指正在申請移民美國，已持有帶有附帶條件的綠卡。雖然相關消息沒法得到確認，但由於過去幾個月謝振中在記者招待會中的發言以及新屋嶺等事件對民眾記憶猶新，謝振中妻子的移民惹起輿論憤慨，要求謝振中以後要留在中國為政府辦事。早前獲邀到美國國會作證以通過《香港人權與民主法案》的社運人士黃之鋒應民眾訴求，向美國國會要求禁止謝氏一家的移民申請。

### 被指和黑社會人士聚會
2020年2月9日，《壹週刊》報導，郭嘉銓，江永祥及謝振中等多名高級警務人員，和黑社會社團14K一名從事殯儀業的主要成員（Peter），在黃埔一間酒家同場出席一場名為「榴槤宴客」的聚會。其中多名高級警務人員均有穿著便服的警務人員陪同。記者嘗試向酒樓侍應查詢的時候，發現這場宴會由有組織罪案及三合會調查科預訂。警方傍晚澄清，報道歪曲事實、不負責任，予以嚴厲譴責。

### 出任保安局首席助理秘書長（特別職務）
2022年3月10日，因保安局近日成立抗疫特遣隊管理社區隔離設施，獲邀出任保安局首席助理秘書長（特別職務）。新任保安局首席助理秘書長謝振中表示收到市民反映後，「我哋而家大概知道香港人唔慣用踎廁，鍾意用座廁」。在2022年7月27日公佈的香港2022年度授勳及嘉獎名單中，他因抗疫表現優良而再次獲頒發行政長官公共服務獎狀。

### 特首辦傳訊秘書謝振中快測呈陽性
2022年10月9日謝振中對新冠病毒快測呈陽性，政府發言人指，該名職員工作時有佩戴口罩及遵守有關防疫措施，最近沒有外遊紀錄，而行政長官李家超的快測結果為陰性。

## 榮譽

### 嘉獎
- 行政長官公共服務獎狀（香港2022年度授勳及嘉獎名單；2022年7月27日）[34]
- 行政長官公共服務獎狀（香港2020年度授勳及嘉獎名單；2020年10月1日）[24]
- 警務處處長嘉許狀